# Striptease
För andra betydelser, se Striptease (olika betydelser).
| Striptease-dansös |  | Striptease-dansare |
| Striptease-dansös |  | Striptease-dansare |

Striptease (uttal: /ˈstɹɪptiːz/) är en form av erotisk eller burlesk akt där en person (oftast en kvinna), stegvis tar av sig sina kläder. Framträdandet sker inför publik och ofta till musik.
I vissa former av striptease tas inte alla kläder av, utan plagg som exempelvis skyler kön, bröst eller bröstvårtor kan lämnas kvar. Dansens betoning ligger på det erotiserade avklädandet och inte på nakenheten, och stripteasen är avklarad då kläderna är avplockade.

## Etymologi, varianter
Ordet bygger på en sammansättning av de två engelska orden strip ('ta av') och tease ('fresta, reta'). En person som har stripteasedansen som yrke kallas strippa (även striptör om manliga strippor), att jämföra med engelskans stripper.
Stripteasedansaren kan även använda sig av en strippstång, en typ av dansstång som liknar en brandstång. Syftet med stången är att möjliggöra och förstärka den erotisk-sensuella dansen i en nattklubbs- eller porrklubbsmiljö. Icke-erotiserade övningar runt stången och utan avklädning – poledance eller stångdans – förekommer även som en träningsform.

## Historia
Stripteasens ursprung är omdiskuterad och olika datum och platser förekommer – från antikens Babylonien till 1900-talets USA. Äldsta kända källan för ordet striptease i engelsk skrift är från 1932, och vid den tiden förekom liknande uppträdanden inom den lättklädda underhållningsformen burlesk.
Många källor anger en show som skedde den 13 mars 1894 på varietéteatern Divan Fayounau i Paris som en föregångare. Föreställningen kallades Le Coucher d'Yvette ('Yvettes sänggående') och visade en flicka, Blanche Cavelli, som klädde av sig inför sänggåendet.
I Europa utvecklades stripteasen ur nakenposering (jämför levande staty), och den blev ett vanligt inslag i olika revyer och varietéer. I Sverige förekom den bland annat på Kiviks marknad från 1950-talet.
Under 1960- och 1970-talen utvecklades stripteasen mot en djärvare och mer pornografisk koreografi. Detta var en tid när go-go-dansare, lap dance och sexshower bjöd på andra mer eller mindre sexuella framträdanden för publik eller med en kund. Senare har även manlig striptease blivit vanlig, populariserat bland annat genom showgruppen Chippendales.